# Хайбара (уезд)
Хайбара (яп. 榛原郡 Хайбара-гун) уезд расположен в префектуре Сидзуока, Япония.
По оценкам на 1 апреля 2017 года, население составляет 35,788 человек, площадь 517,61 км², плотность 69,1 человек/км².

## Посёлки и сёла
- Йосида
- Каванехон